# 후한 상제
한 효상황제 유융(漢 孝殤皇帝 劉隆, 105년 ~ 106년, 재위 106년)은 후한의 제5대 황제로, 화제(和帝) 유조(劉肇)의 차남이다.
화제는 여러 아들을 두었으나 대부분이 요절했고, 외척 등의 모살을 의심했던 화제는 아들들을 민간에 위탁하여 양육하기에 이른다. 화제의 사후, 태후 등씨는 맏아들 유승이 지병이 있음을 이유로 삼아 당시 백일이 갓 지난 상제를 즉위시켰다. 그러나 유아인 상제가 정치를 할 수 있을 리 만무했고, 실권은 등태후를 비롯한 외척에게 쥐어져 있었다. 즉위한 이듬해에 병으로 죽어 요절했다는 의미의 殤이 시호로 부여되었다.

## 가계
- 부황 : 제4대 화제 유조
- 모후 : 화희황후(和熹皇后)
- 생모 : 미상
  - 형 : 평원회왕 유승(平原懷王 劉勝 ?~?)
- 사촌 : 제6대 안제 유호(劉祜)

## 기년
| 상제        | 원년            |
| ----------- | --------------- |
| 서력 (西曆) | 106년           |
| 간지 (干支) | 병오(丙午)      |
| 연호 (年號) | 연평(延平) 원년 |

| 전임 화제 유조 | 제5대 후한 황제 106년 | 후임 안제 유호 |